# Periacma largiloba
Periacma largiloba (лат.) — вид молевидных бабочек рода Periacma из семейства Autostichidae. Китай (провинция Юньнань). Специфический эпитет образован от латинских largus- и -lobus, обозначающих два дистальных отростка эдеагуса гениталий.

## Описание
Размах крыльев 10,5 ‒ 11,0 мм. Основная окраска желтовато-коричневая и чёрная. Мезонотум чёрный, в основании жёлтый; тегулы жёлтые. Переднее крыло оранжево-жёлтое, с чёрными чешуйками; краевой край в основании чёрный; дугообразное чёрное пятно от основания спинки косо наружу, пересекая складку, затем вдоль над складкой до конца складки; дискальное пятно чёрное, удлинённое; постмедиальная фасция чёрная, тянется от 1/2 края до торнуса, дугообразно наружу медиально; вершинная фасция широкая, сужена по краю; бахромка жёлтая, смешанная с чёрным по краю, серая вокруг торнуса. Задние крылья и бахрома серые. Ноги жёлтые, кроме трёх дистальных тарзомеров передних и средних лапок, чёрные; на дорсальной поверхности передние лапки с несколькими чёрными чешуйками на бедре и голени, средние лапки с несколькими чёрными чешуйками на дистальной половине бёдра, голени чёрные в основании, лапки чёрные в середине первого тарзомера и в основании второго тарзомера. Новый вид сходен с P. equivalvata Wang, Li & Liu, 2001 по гениталиям самцов. Его можно отличить по короткому дигитальному дорсо-проксимальному отростку вальвы, саккулюсу с двумя апикальными зубцами и эдеагусу с одним дистальным отростком вдвое длиннее другого отростка. У P. equivalvata дорсо-проксимальный отросток вальвы стройный, саккулюс не имеет зубцов на вершине, а эдеагус имеет два дистальных отростка, равных по длине и форме.